# 113 수사본부
《113 수사본부》는 대한민국의 문화방송에서 1973년 10월 13일부터 1983년 6월 17일까지 방영한 대공 수사드라마이다.

## 등장 인물
- 전운 - 본부장 역
- 오지명 - 오 수사관
- 정욱 - 정 수사관
- 박광남 - 박 수사관
- 송재호 - 송 수사관
- 백일섭 - 백 수사관
- 신충식 - 신 수사관
- 김용건 - 김 수사관
- 박경현 - 박 수사관
- 권미희 - 여 수사관
- 이경실 - 여 수사관
- 한정연 - 여 수사관
- 김금주 - 여 수사관
- 박순천 - 여 수사관
- 김기일
- 박규채
- 변희봉
- 이묵원
- 마흥식
- 주선태
- 장욱제
- 남성훈
- 이정길
- 홍계일
- 홍성민
- 이호재
- 정애란
- 김영옥
- 나문희
- 정혜선
- 김혜자
- 반효정
- 권미혜
- 최선자
- 최낙천
- 이수나
- 김윤경
- 김애경
- 박상조
- 박은수
- 서권순
- 임문수
- 임현식
- 박원숙
- 양정화
- 최은숙
- 국정환
- 김수미
- 김영애
- 박영태
- 손창호
- 김호영
- 박영지
- 신국
- 홍민우
- 강인덕
- 고두심
- 김동주
- 김정하
- 남영진
- 문회원
- 박종관
- 사상기
- 윤석오
- 이계인
- 정대홍
- 한인수
- 현석
- 김웅철
- 김주영
- 박윤배
- 백인철
- 송경철
- 안재은
- 오미연
- 유인촌
- 이금복
- 임채무
- 정태섭
- 홍순창
- 김동현
- 김해숙
- 노영국
- 송기윤
- 이경진
- 임정하
- 진유영
- 신명철
- 이숙
- 이창환
- 전인택
- 한미영
- 홍성희
- 김영란
- 박영귀
- 권은아
- 길용우
- 김순용
- 김홍석
- 방훈(김영두)
- 신신애
- 이원용
- 정한헌
- 조한려
- 이상숙
- 송옥숙
- 김현직 - 해설

## 수상
- 1979년 방송연기상 TV부문 최우수상 - 정혜선 (300회 특집 〈남과 북의 두 아들〉편)[1]

## 트리비아
1982년 KBS1에서 방영된 《지금 평양에선》이 북한의 실상을 사실에 가깝게 그려 비교되면서 장장 9년이 넘는 기간 동안 방영한 탓에 소재도 바닥을 드러내고 내용도 허술해지면서 배역 또한 거의 변화가 없어 흥미는 물론, 반공 드라마의 기능도 한계점에 도달했다는 평이 많아졌다. 또한 이러한 이유로 464화 〈바람맞는 돌〉까지 준비되어 있었지만 방영이 불투명해졌다. 1983년 6월 17일 〈제3의 물결〉을 한 후 6월 24일에는 6.25 특집 드라마 《인간의 문》 2부가 방영되면서 결방되었고, 이후 갑작스럽게 종영을 결정하면서 7월 1일에는 납량 특선 《에베레스트》가 방영되었다가, 8월 5일 후속작으로 《3840 유격대》가 방송되었다.

## 같이 보기
- 《수사반장》
- 《추적》